# Computer telephony integration
Computer telephony integration (CTI) je zařízení, které spojuje analogovou telefonní a počítačovou architekturu. Uvnitř firemní telefonní sítě, tedy za pobočkovou telefonní ústřednou (PBX), se nachází počítač, který zpracovává analogové signály a dále je předává přes LAN architekturu. CTI technologie se využívá hlavně ve firmách, které využívají call centra. Aplikace, s kterou pracují telefonní operátoři, je tak může zároveň informovat o profilu volajícího. Dochází tak k propojení aplikačního software a telefonního přístroje.

## Funkce CTI
Mezi další funkce CTI patří
- Propojení s databázovými systémy – kompatibilita se standardy jako ODBC nebo jazykem SQL pro lepší správu hovorů a zákazníků
- Call recording – pokročilé nahrávání do digitálních formátů, s možností ohodnocování kvality
- Příposlechy pro kontrolu operátorů – kontrola operátora v reálném čase, nebo zaučování nováčků u zkušeného operátora
- Rozšířené reportovací funkce – modifikovatelné grafy a aplikace ukazující informace o hlasovém provozu v reálném čase

## Výhody CTI
- Možnost využívání stávajícího zařízení
- Využívání dalších technologií, například databázových systémů
- Škálovatelnost
- Možnost výběru výrobce, operačního systému a zapojení
- Vícekanálový přístup
- Pomocné funkce na agentských stanicích (pop-up screen, quality control)
- Snadný recording

## Nevýhody CTI
- Někdy nutnost duplicitní administrativy se starým systémem (definování jak na CTI, tak i na PBX)